# Марашли Али-паша
Марашли Али-паша (умро 21. августа 1821.) био је османски војсковођа, сераскер Румелије и београдски везир од 1815. до 1821. године. Наследио је Сулејман-пашу Скопљака.

## Београдски везир
Успех новог устанка одјекнуо је и изван Србије. За њега су се заинтересовале вође Првог устанка, на челу са Карађорђем, као и аустријске пограничне власти. Руски цар обавештаван је преко Матеје Ненадовића који је боравио на Бечком конгресу. Руси су обећали да ће посредовати на Порти, али тек након што Срби прекину са акцијама. Почетком лета 1815. године турска власт не постоји у унутрашњости Пашалука. Милош је био вољан да преговара истичући да је устанак подигнут против Сулејман-паше Скопљака, а не против султанове власти. Доказ је чињеница да је устанак обухватио само простор Београдског пашалука, а не и остале крајеве који су били обухваћени Првим устанком. Страхујући од дипломатске интервенције Русије, а свакако и под утиском пораза, Порта је почетком лета послала Марашли Али-пашу, румелијског валију и сераскера турске војске у Европи, да преговара. Слична упутства добио је и Хуршид-паша. Српски устанак је ушао у другу фазу, фазу преговора. Милош је преговарао са босанским везиром. Хуршид-паша је дао Милошу гаранције да ће Срби бити амнестирани. Истовремено, са Марашли Али-пашом у кнежево име на Морави преговарају Вујица Вулићевић и Јован Обреновић. Марашлија није тражио предају оружја већ само изразе покорности, обуставу рата и пролаз до Београда. Од Матеје Ненадовића Милош је сазнао за договоре са Марашлијом, па је морао признати да он даје боље услове од босанског везира. Милош је лично преговарао са Марашлијом који му је дао скупоцене поклоне. Марашлија је наредио Хуршид-паши да не прелази Дрину. На основу преговора Милоша и Марашлије, послате су одлуке Порти на разматрање. Султан је на основу њих почетком 1816. године послао Марашлији осам фермана који су регулисали нов положај Срба у Београдском пашалуку. 
Одлучено је: 1) царина се наплаћује строго по тарифи; српски трговци се не глобе; 2) спахије узимају десетак строго по бератима; 3) сваки Србин може слободно трговати по Османском царству; 4) порез се плаћа у две рате (Ђурђевдан и Митровдан); 5) војна посада да буде само по градовима, из ње се искључују јаничари; 6) по градовима и паланкама, уз турског старешину да седи по један српски кнез; 7) амнестија за устанике; 8) харач је знатно смањен од оног под Скопљаком. 
Сулејман-пашину страховладу заменила је блага владавина Марашли Али-паше. Кнез Милош није званично добио никакву потврду свог положаја, али су га Турци сматрали најстаријим међу српским старешинама. Обавезе у вези са Турцима пореске и судске природе убудуће је требало одржавати посредством Народне канцеларије. 
Марашли Али-паша је обављао функцију до 1821. године. Наследио га је Абдурахман-паша (1821—1826).

## Занимљивости
- У телевизијској драми Карађорђева смрт (1983) улогу Марашли Али-паше играо је Миодраг Радовановић.

- У телевизијској серији Вук Караџић (1987—1988) улогу Марашли Али-паше одиграо је глумац Бранислав Јеринић